# دوروثي قاولد
دوروثي قاولد (بالإنجليزية: Dorothy Gould)‏ هي ممثلة أمريكية، ولدت في 15 يناير 1910، وتوفيت في 26 يوليو 2000.

## وصلات خارجية
- دوروثي قاولد على موقع IMDb (الإنجليزية)
- دوروثي قاولد على موقع قاعدة بيانات الفيلم (الإنجليزية)